# ファルケンベルグ・モーターバーナー

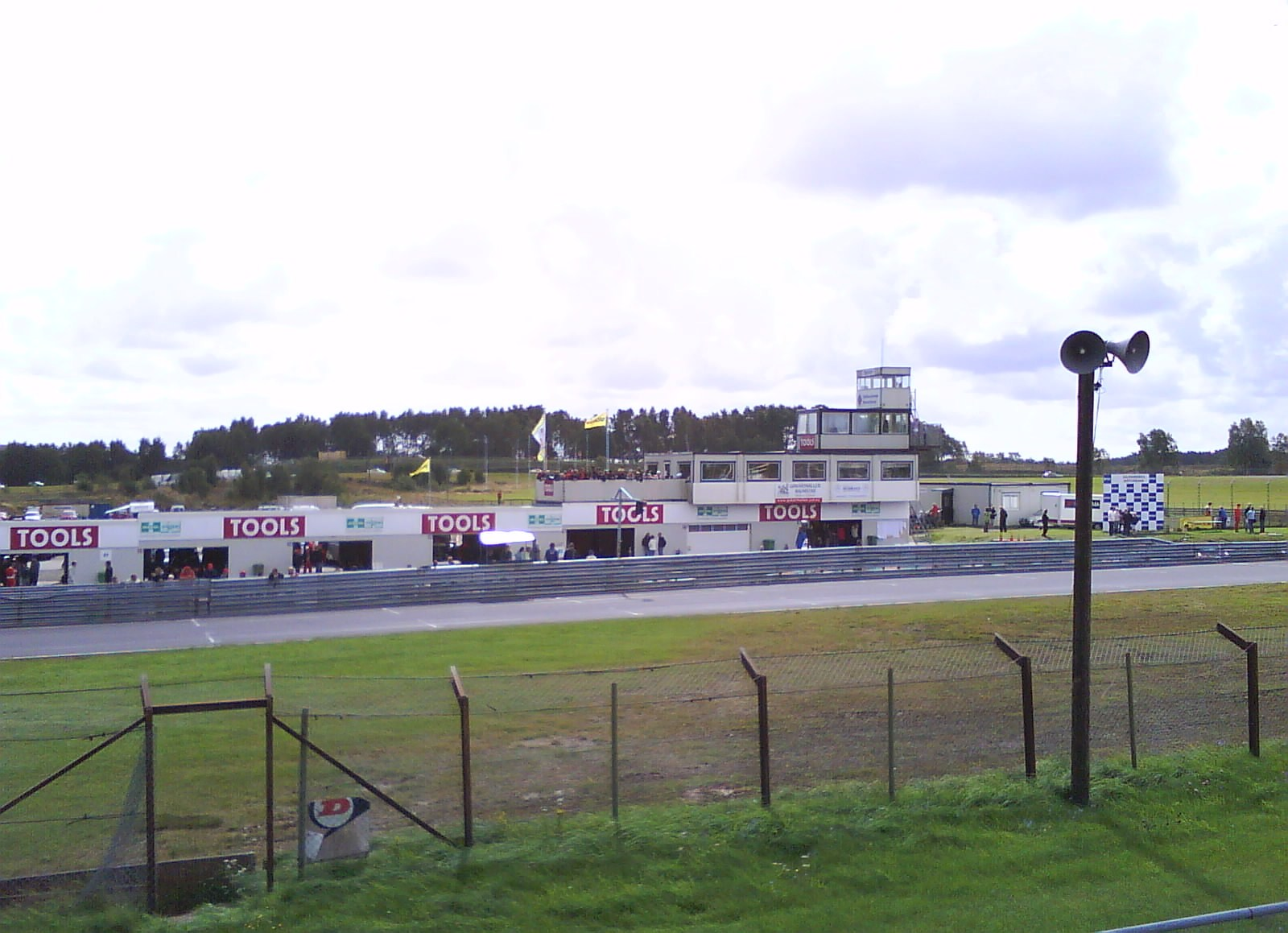
ファルケンベルクモーターバナのピットガレージとレースコントロールタワー。

 ファルケンベルグ・モーターバーナー（Falkenbergs Motorbana）は、 スウェーデンベルガゴールにあるモーターレース サーキット。 同サーキットは、スクレバナンの後継として1967年に開業し、現在はファルケンベルクス・モータークラブが所有および運営している。 比較的スピードの乗るコースであるため、安全性を向上対策として、2004年の最初のコーナーにシケインが追加された。 スカンジナビアツーリングカー選手権 （旧スウェーデンツーリングカー選手権 ）が毎年行われている。さらに、毎年スカンジナビアオープンと呼ばれるロードレースイベント、耐久レース、クラシックモーターイベントが同サーキットにて開催されている。 